# Гра престолів (сезон 8)
Восьмий сезон фентезійного драматичного серіалу «Гра престолів», прем'єра якого відбулась 14 квітня 2019 року на каналі HBO. Містить, на відміну від попередніх сезонів, 6 серій замість десяти та замість семи у сьомому сезоні. Восьмий сезон — це вже третій сезон, заснований на чернетках, він випередив книжковий цикл «Пісні Льоду та Полум'я», та є четвертим сезоном без сценарію від Джорджа Мартіна. У восьмому сезоні відбуваються події, які в книжковій серії Джорджа Мартіна відсутні. Восьмий сезон екранізується чорновим варіантом другої половини книги циклу «Пісня Льоду та Полум'я» під робочою назвою «Мрія про весну». Серіал адаптовано Девідом Беніоффом та Ді Бі Вайссом.
Фінальний сезон демонструє кульмінацію двох основних конфліктів серіалу: Великої війни проти Армії мерців та Останньої війни за контроль над Залізним троном. Перша половина сезону залучає багато з головних персонажів, які збираються у Вінтерфеллі для боротьби з Королем ночі та білими блукачами. Друга половина сезону відновлює війну за трон, коли Данерис Таргарієн штурмує Королівську Гавань у спробі скинути Серсі Ланністер та стати королевою Семи Королівств.
На відміну від попередніх сезонів, коли критики схвально відгукувалися про серіал, восьмий сезон отримав змішані відгуки критиків та став найменш рейтинговим сезоном «Гри престолів» на порталі Rotten Tomatoes. Основними об'єктами критики стали стислий сюжет та коротший загальний час серій, а також численні креативні рішення шоуранерів. Натомість робота акторів, режисерів, а також продакшн та музичний супровід отримали схвальні відгуки.
Сезон отримав 32 номінації на 71-й премії Еммі, найбільше за сезон серіалу в історії кінематографу.

## Епізоди
| № серії (загалом) | № серії (в сезоні) | Назва серії             | Режисер(и)                   | Сценарист(и)                 | Оригінальна дата показу |                |
| ----------------- | ------------------ | ----------------------- | ---------------------------- | ---------------------------- | ----------------------- | -------------- |
| 68                | 1                  | «Вінтерфелл»            | Девід Наттер                 | Дейв Гілл                    | 14 квітня 2019          | 11.80          |
| 69                | 2                  | «Лицар Семи Королівств» | Девід Наттер                 | Браян Когмен                 | 21 квітня 2019          | Буде визначено |
| 70                | 3                  | «Довга Ніч»             | Мігель Сапочнік              | Девід Беніофф та Ді Бі Вайсс | 28 квітня 2019          | Буде визначено |
| 71                | 4                  | «Останні зі Старків»    | Девід Наттер                 | Девід Беніофф та Ді Бі Вайсс | 5 травня 2019           | Буде визначено |
| 72                | 5                  | «Дзвони»                | Мігель Сапочнік              | Девід Беніофф та Ді Бі Вайсс | 12 травня 2019          | Буде визначено |
| 73                | 6                  | «Залізний трон»         | Девід Беніофф та Ді Бі Вайсс | Девід Беніофф та Ді Бі Вайсс | 19 травня 2019          | Буде визначено |

## У ролях

### Основний акторський склад
| Актор                 | Роль              |
| --------------------- | ----------------- |
| Пітер Дінклейдж       | Тиріон Ланністер  |
| Ніколай Костер-Валдау | Джеймі Ланністер  |
| Ліна Гіді             | Серсі Ланністер   |
| Емілія Кларк          | Данерис Таргарієн |
| Кіт Гарінгтон         | Джон Сноу         |
| Ліам Каннінгем        | Давос Сиворт      |
| Софі Тернер           | Санса Старк       |
| Мейсі Вільямс         | Арія Старк        |
| Алфі Аллен            | Теон Грейджой     |
| Наталі Еммануель      | Місандея          |
| Гвендолін Крісті      | Брієнна Тарт      |
| Джон Бредлі-Вест      | Семвел Тарлі      |
| Айзек Гемпстед Райт   | Бран Старк        |
| Ганна Мюррей          | Гіллі             |
| Рорі Макканн          | Сандор Клігейн    |
| Ієн Глен              | Джорах Мормонт    |
| Конлет Гілл           | Варіс             |
| Каріс ван Гаутен      | Мелісандра        |
| Ейдан Гіллен          | Пітир Бейліш      |
| Джером Флінн          | Бронн             |
| Джо Демпсі            | Гендрі            |

### Другорядний акторський склад
| Актор                  | Роль             |
| ---------------------- | ---------------- |
| Річард Дормер          | Берік Дондарріон |
| Бен Кромптон           | Еддісон Толлетт  |
| Гафтор Юліус Бйорнссон | Грегор Клігейн   |
| Джейкоб Андерсон       | Сірий хробак     |
| Деніел Портмен         | Подрік Пейн      |
| Руперт Вансіттарт      | Йон Ройс         |
| Марк Ріссманн          | Гаррі Стрікленд  |

## Виробництво
Восьмий та останній сезон фентезійного драматичного серіалу Гра престолів» був анонсований каналом HBO у липні 2016 року. Як і попередній сезон, він знятий на основі чорнових та ще не виданих матеріалів письменника Джорджа Мартіна — «Вітри зими» та «Мрія про весну».
Творці серіалу Девід Беніофф та Ді Бі Вайсс працюватимуть як керівники восьмого сезону. У вересні 2017 року були названі режисери серій. Мігель Сапочнік, який раніше був режисером епізодів «Дарунок» і «Суворий дім» п'ятого сезону та «Битва бастардів» і «Вітри зими» шостого сезону, повернеться до роботи у проекті, знявши третю та п'яту серію восьмого сезону. Девід Наттер працюватиме над першою, другою та четвертою серією; раніше він вже знімав «Дощі Кастамере» в третьому сезоні та «Милосердя матері» — у п'ятому. Останній епізод серіалу зніматимуть Беніофф та Вайсс, кожен з яких вже був режисером на проекті.
12 березня 2017 року під час панелі «Гри престолів» на фестивалі South by Southwest Беніофф та Вайс оголосили, що сценаристами для першої та другої серії будуть Дейв Гілл та Браян Когмен відповідно. Сценарії для решти серії напишуть самі Беніофф та Вайс.
Зйомки серіалу почались у жовтні 2017 року та закінчились у липні 2018 року, а вирішальну битву останньої серії знімали два місяці. Програмний президент HBO Кейсі Блойс заявив, що «замість того, щоб знімати один художній фільм для фіналу, HBO зніме шість одногодинних фільмів». Згодом Беніофф та Вайс підтвердили, що серіал міститиме лише шість епізодів, а його прем'єра відбудеться пізніше, ніж, зазвичай. Однак 2018 року прем'єри серіалу не відбулось, натомість вона запланована на квітень 2019 року.
Композитором сезону став Рамін Джаваді. Альбом з саундтреками сезону вийшов 19 травня 2019 року.

## Реліз

### Показ
Серіал заплановано до показу на 14 квітня 2019 року.

### Маркетинг
6 грудня 2018 року канал HBO випустив перший тизер до восьмого сезону серіалу. 6 лютого 2019 року було випущено кілька фото основних персонажів серіалу. 5 березня світ побачив повний трейлер сезону.

### Дистрибуція
Перша серія сезону була злита в мережу та нелегально завантажена 55-ма млн користувачами протягом доби після її виходу.
Реліз на Ultra HD Blu-ray, Blu-ray та DVD заплановано на 3 грудня 2019 року.

## Сприйняття
Восьмий сезон отримав загалом змішані відгуки критиків. На порталі Metacritic він має оцінку 74 зі 100, базуючись на 12 оглядах першої серії. На Rotten Tomatoes сезон має оцінку у 93% від 91 критика з середньою оцінкою 7,9 з 10. На Rotten Tomatoes сезон має рейтинг 58% на основі 10 оглядів та має середню оціну 6,6/10. Це найнижчий рейтинг з усіх серій «Гри престолів».
Після закінчення серіалу глядачі почали збір підписав на порталі change.org за перезйомку сезону, яка набрала більше 1,6 млн бажаючих.